# Mrówkolew wydmowy
Mrówkolew wydmowy (Myrmeleon bore) – euroazjatycki, kserotermiczny gatunek sieciarki z rodziny mrówkolwowatych (Myrmeleontidae), podobny do szeroko rozprzestrzenionego w Europie m. pospolitego (Myrmeleon formicarius), a także do m. południowego (Myrmeleon inconspicuus) ze środkowej i południowej części tego kontynentu. 
Zasięg występowania M. bore obejmuje część Europy oraz palearktyczną część Azji – od Niemiec, Austrii i Włoch, poprzez Skandynawię i Rosję, po Japonię, Wyspy Kurylskie i Tajwan. W Polsce występuje od niedawna, lokalnie. Został stwierdzony po 1990 roku na trzech stanowiskach – na Pustyni Błędowskiej oraz dwóch innych w północno-zachodniej części kraju.
Jest związany z terenami piaszczystymi, głównie z nadmorskimi i śródlądowymi wydmami. Spotykany jest też w lasach iglastych. Larwy budują w piasku pułapki. Imagines pojawiają się od czerwca do sierpnia.
Długość skrzydeł dorosłego osobnika wynosi ok. 27 mm, a ich rozpiętość 55–69 mm – nieco mniej niż u m. pospolitego. 
Gatunek tej sieciarki jest narażony na wyginięcie ze względu na niestabilność zajmowanych siedlisk, głównie ich zarastanie i niszczenie, a także poprzez regulację rzek. W Polskiej Czerwonej Księdze Zwierząt został zaliczony do kategorii EN (gatunki bardzo wysokiego ryzyka).